# Birkî, Kozeleț
Birkî (în ucraineană Бірки) este localitatea de reședință a comunei Birkî din raionul Kozeleț, regiunea Cernihiv, Ucraina.

## Demografie
Componența lingvistică a localității Birkî
     Ucraineană (97,88%)
     Rusă (2,12%)
Conform recensământului din 2001, majoritatea populației localității Birkî era vorbitoare de ucraineană (97,88%), existând în minoritate și vorbitori de rusă (2,12%).